# Posomeer
Het Posomeer (Maleis: Danau Poso) is meer op het Indonesische eiland Sulawesi. Het Posomeer is het op twee na grootste meer van Indonesië.
Het 320 km² grote Posomeer ligt op een hoogte van 600 meter en is gemiddeld 450 meter diep. Aan de noordkant van het meer ligt de stad Tentena, waar de rivier de Poso zijn weg naar de zee start.